# América FC (Goiás)
América FC is een voetbalclub uit Morrinhos in de Braziliaanse staat Goiás.

## Geschiedenis
De club werd opgericht in 1937. In 1959 speelden ze een eerste keer in het Campeonato Goiano, waar ze laatste werden. De volgende deelname kwam er pas in 1970 en 1972 toen ze respectievelijk voorlaatste en laatste werden. In 1980 werd de Segunda Divisão ingevoerd als tweede profklasse. Na enkele mislukte pogingen werd de club in 1985 vicekampioen achter Goianésia en promoveerde naar de hoogste klasse. De club degradeerde meteen weer en in 1987 werd de club kampioen in de tweede klasse. Nu kon de club zich tien seizoenen standhouden in de hoogste klasse. De club was er een middenmoter en kon nooit in de subtop eindigden.
América speelde nog tot 2004 in de tweede klasse en werd dan terug een amateurclub. In 2012 werden ze opnieuw een profclub en begonnen in de Terceira Divisão. Na twee seizoenen promoveerde de club naar de Segunda Divisão, waar de club sindsdien speelt.